# Ariel (jméno)
Ariel (hebrejsky אֲרִיאֵל; z hebrejštiny se přepisuje jako Ari'el) je mužské rodné jméno hebrejského původu. Vykládá se jako „Boží ohniště“, „Obětní pec“ či „Boží lev“.
Podle maďarského kalendáře má svátek 11. dubna.

## Ariel v jiných jazycích
- Slovensky, maďarsky, španělsky, anglicky: Ariel

## Známí nositelé jména
- Ariel Šaron – izraelský voják, politik a bývalý premiér Izraele
- Ariel Dorfman – chilský spisovatel
- Ari'el Ze'evi – izraelský olympijský medailista
- Ariel Damián Cólzera – argentinský fotbalový záložník